# Liste des œuvres de François Morellet dans l'espace public
Cet article recense les œuvres de François Morellet placées dans l'espace public.
Depuis 1971 et une première œuvre sur le plateau de la Reynie à Paris, François Morellet aurait réalisé — selon ses propres termes — plus de 135 « intégrations architecturales » dans l'espace public,.

## Liste

### Allemagne
- Berlin :
  - Haute et basse tension (1999-2001, Bundestag, Paul-Löbe-Haus (de) et Marie-Elisabeth-Lüders-Haus (de))[4],[5]
  - Light Blue (1997, atrium de l'Atrium Tower (de) ; fermé au public depuis 2001)[6]

- Rhénanie-du-Nord-Westphalie :
  - Bochum :
    - Deux segments de droite, l'un horizontal l'autre vertical (1979, Springerplatz)[7]
    - Skyline (2009, façade du Museum Bochum – Kunstsammlung (de))[7]

  - Mönchengladbach : Sphère - trames (1962, jardin du Museum Abteiberg)
  - Wuppertal : Sphère - trames (1978)

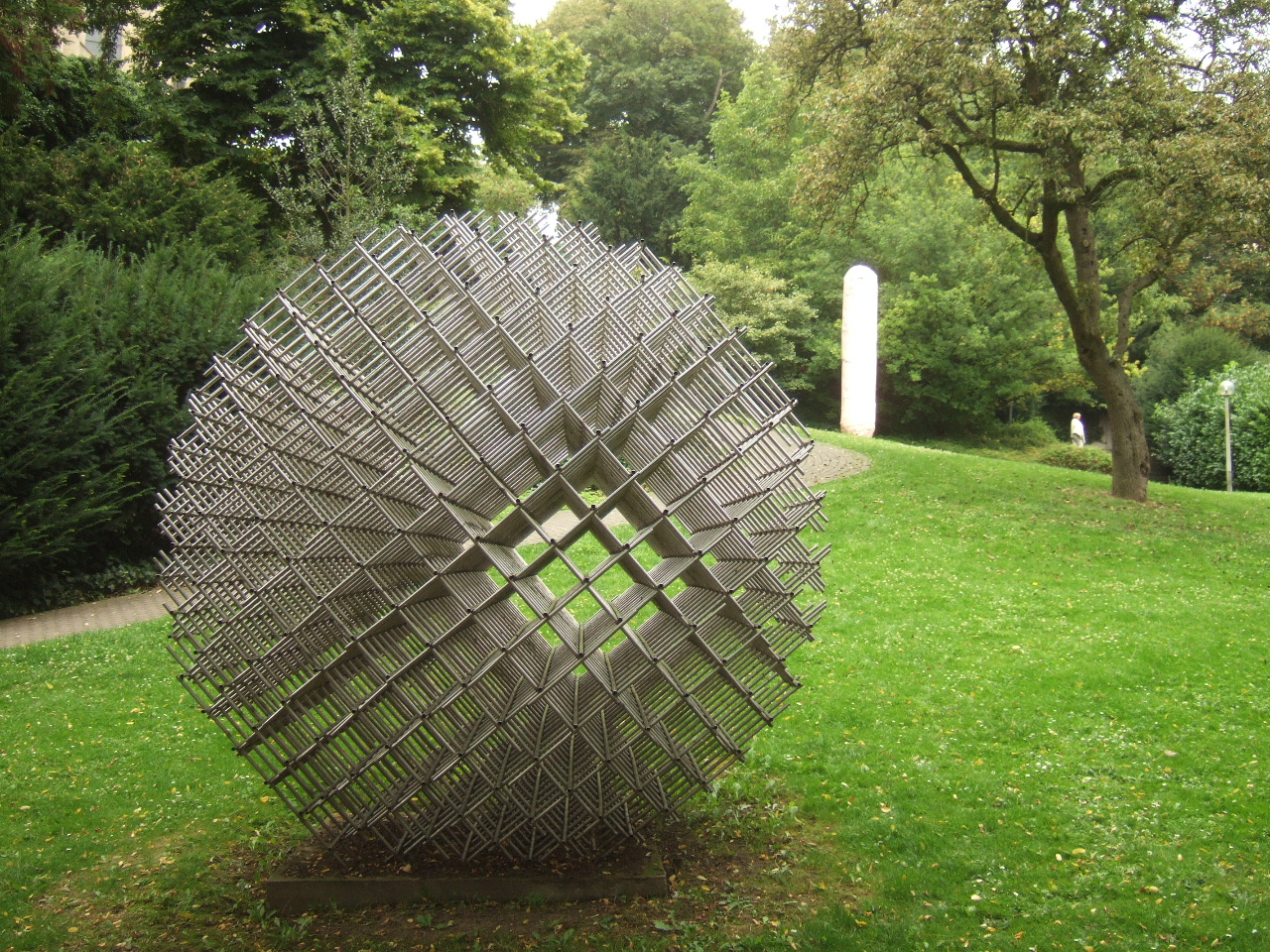
Mönchengladbach, Sphère - trames
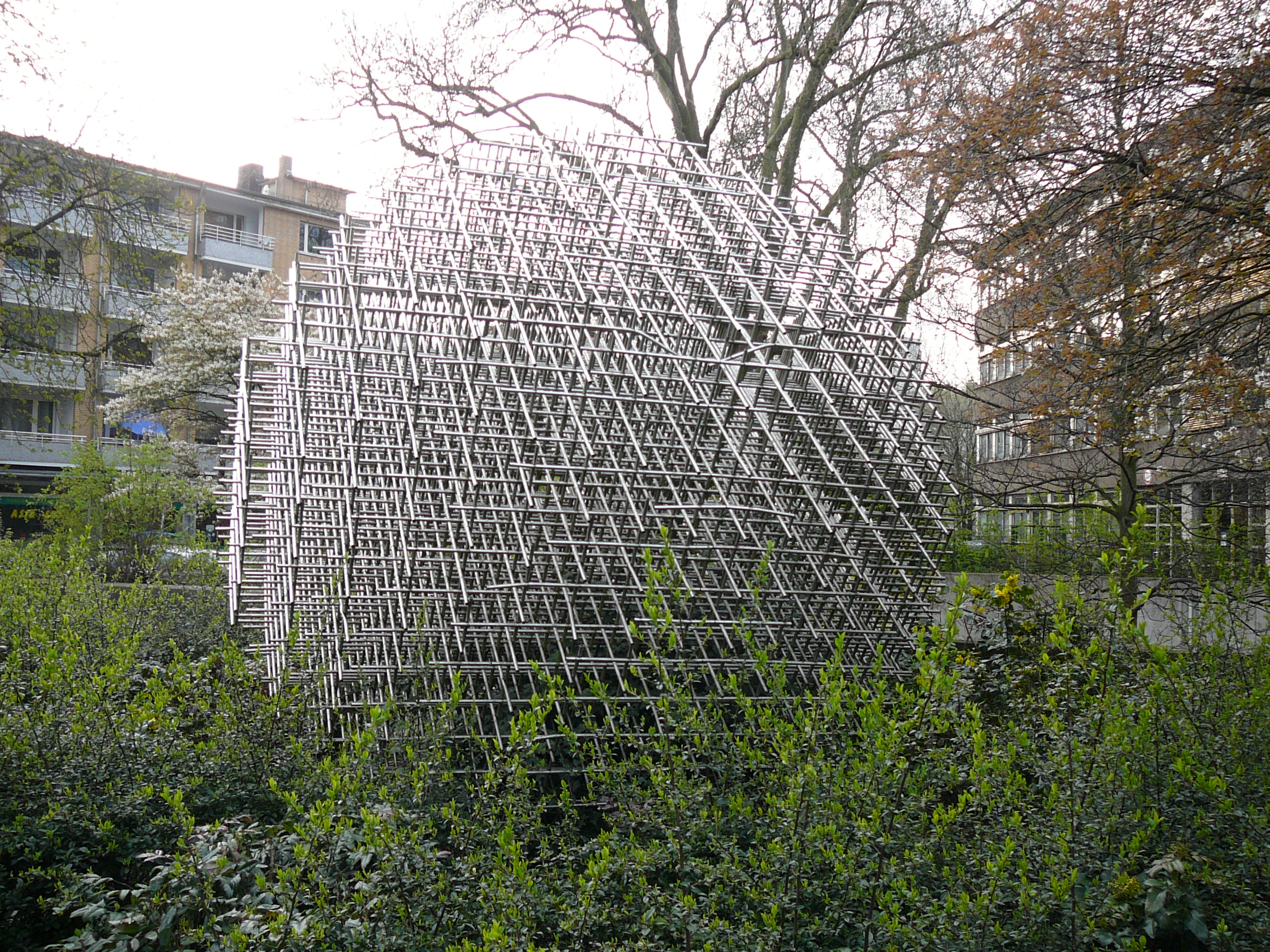
Wuppertal, Sphère - trames

### France

#### Auvergne-Rhône-Alpes
- Isère :
  - Gières : Sphère enterrée (1975, domaine universitaire de Grenoble, Université Grenoble-Alpes[8])
  - Meylan : Quatre lyres // lignes prolongées (1988, lycée du Grésivaudan)

- Rhône :
  - Lyon : Les Hasards de la République (parking République)
  - Villeurbanne : Pi-rococo (2000, institut d'art contemporain)

#### Bourgogne-Franche-Comté
- Doubs :
  - Besançon : Le Delta du Doubs (1999, citadelle de Besançon)

- Nièvre :
  - Nevers : vitrail pour l'une des baies de la chapelle Saint-Sylvain (2012)[9]

#### Bretagne
- Finistère :
  - Brest : Pi-rococo

- Ille-et-Vilaine :
  - Rennes : La Ligne et le Point du jour (1989, boulevard Georges-Clemenceau et rue de l'Alma)[10]

- Morbihan :
  - Bignan : Le Naufrage de Malévitch (1990, château de Kerguéhennec)

#### Centre-Val de Loire
- Cher :
  - Bourges : Pi-rococo (1999)
- Indre-et-Loire :
  - Chinon : Égarement (2005, gare)

#### Grand Est
- Meurthe-et-Moselle :
  - Nancy : Hommage à Lamour (2003, musée des beaux-arts)
- Vosges :
  - Épinal : Pi-rococo de façade (2000)[11]

#### Hauts-de-France
- Nord :
  - Douai (2002, hôtel des ventes)

- Oise :
  - Compiègne (1979, espace Jean-Legendre)[12]

- Pas-de-Calais :
  - Calais : L'avion de Blériot en dentelle (1989, place Constant-Cronie)

- Somme :
  - Amiens : Musée de Picardie

#### Île-de-France
- Hauts-de-Seine :
  - Puteaux : La Défonce (1990, La Défense)

- Paris :
  - 1er arrondissement :
    - Arcs de cercles complémentaires (2000, jardin des Tuileries)
    - L'Esprit d'escalier (2010, musée du Louvre)
    - Grandes Ondes (2013, théoriquement jusqu'en 2016, Louvre des antiquaires)[13]
    - Lundi 9 janvier 2023, l’École du Louvre, à Paris, accueillera officiellement une œuvre du Choletais François Morellet (1926-2016), intitulée Pi baroco n°2 bleu, 1 = 45° (angles du même côté), 7 éléments (2001). Elle prendra place dans le grand hall de l’établissement d’enseignement supérieur fondé au Louvre en 1882. La composition, mêlant tubes de néons bleus et traits au crayon gras, associe le néon à la fascination de l’artiste pour les systèmes aléatoires se déployant selon une logique all-over, théoriquement infinie[14].

  - 4e arrondissement : Trames 3°-87°-93°-183° (1971, détruite en 1976, angle des rues Quincampoix et Aubry-le-Boucher)
  - 15e arrondissement : 3 arcs de néon inclinés à 0° -90° -45° (2014, institut des maladies génétiques Imagine)

#### Languedoc-Roussillon-Midi-Pyrénées
- Aveyron :
  - Rodez : Cercle et Carré (1989, musée des beaux-arts Denys-Puech[15])

- Haute-Garonne :
  - Toulouse : Naufrage de la géométrie (métro, ligne A, station Saint-Cyprien - République)[16]

- Hérault :
  - Montpellier : M (1986, rond-point Flandre-Dunkerque)[17]

- Pyrénées-Orientales :
  - Le Barcarès, Sphère-trame (1969, allée des Arts)

#### Normandie
- Calvados :
  - Caen : Un angle, deux vues pour trois arcs (2015, façade du musée des beaux-arts de Caen, néons)[18]

#### Pays de la Loire
- Loire-Atlantique :
  - Nantes :
    - L'Angle DRAC (1987, Direction régionale des affaires culturelles)
    - Portail 0°-90°, Portail 8°-98° (1987, hôtel de région)
    - De temps en temps (2012, bâtiment Harmonie atlantique)

- Maine-et-Loire :
  - Angers : 
    - 4 Carrés (1 carré coupé en 4) pivotés de 0°, 30°, 60°, 90° (1982, lycée Henri-Bergson)

  - Cholet :
    - Intervention artistique (1980, école Chambord[19])
    - Sphère-trame (1987, hôtel de ville[19])
    - Insertion d'un plan oblique avec 8 colonnes et décors d'architecture (1993, musée d'art et d'histoire[19])
    - 10 Lignes au hasard (2014, arcades Rougé)

  - Montsoreau : 
    - Courbe contrainte au porte à porte (2016, Château de Montsoreau-Musée d'art contemporain[20])

### Pays-Bas
- Drenthe :
  - Emmen : Courbe fragmentée (1998)

- Gueldre :
  - Ede : La Plate-bande (1988, jardin du musée Kröller-Müller, Otterlo)

- Hollande-Méridionale :
  - Gorinchem : Structure décalée (1974, Banneweg 45 - 111)

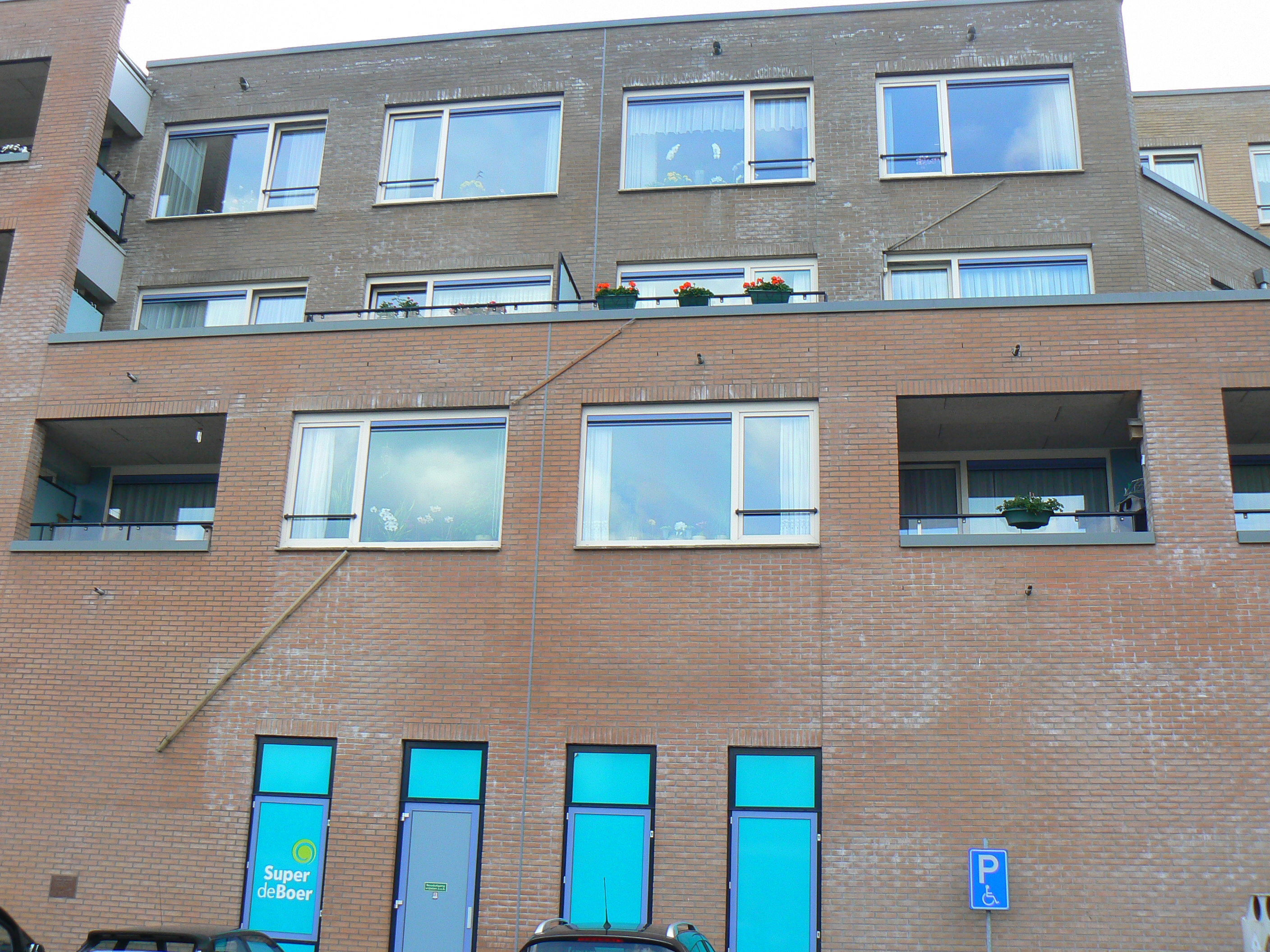
Emmen, Courbe fragmentée
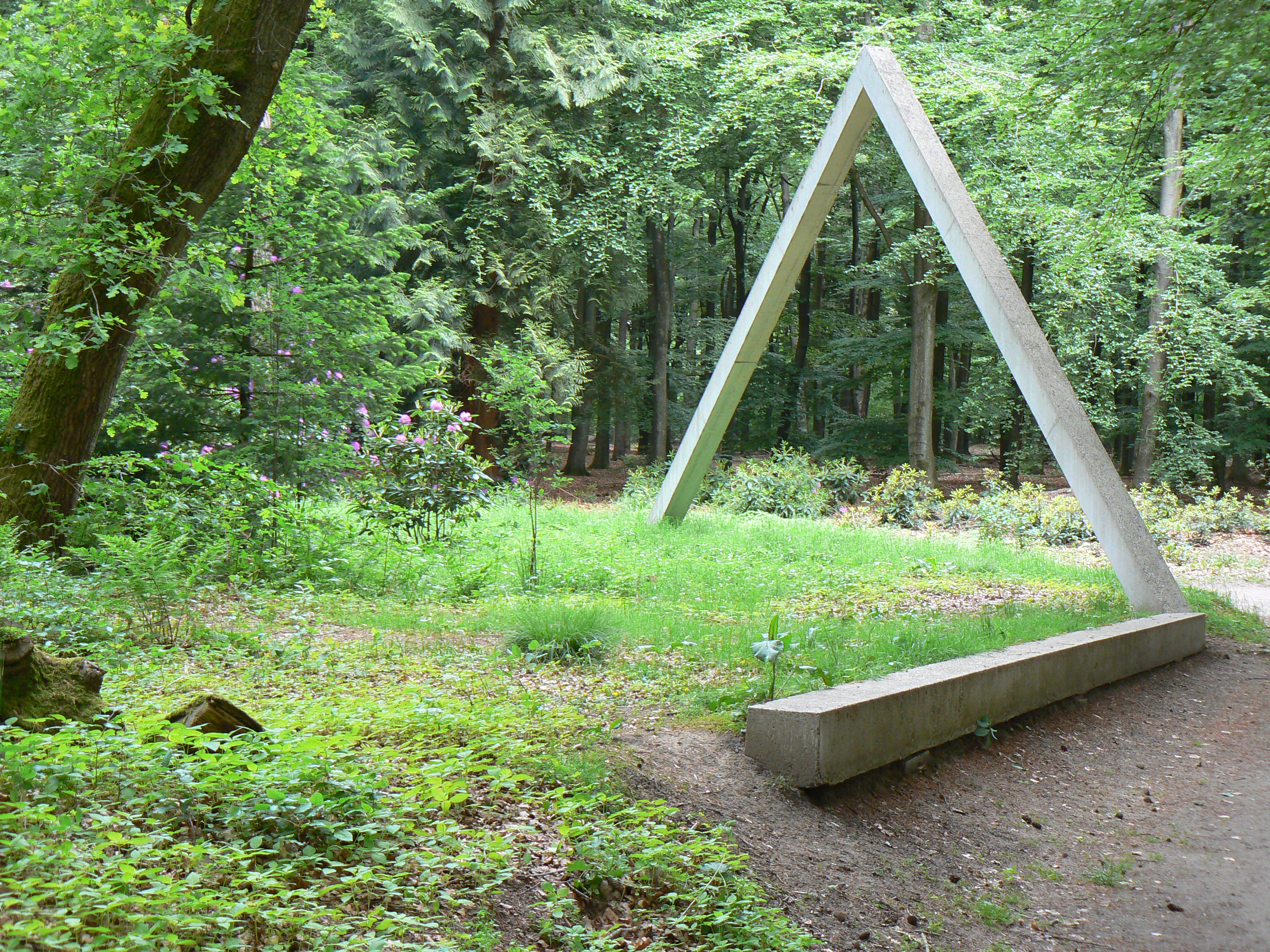
Ede : La Plate-bande
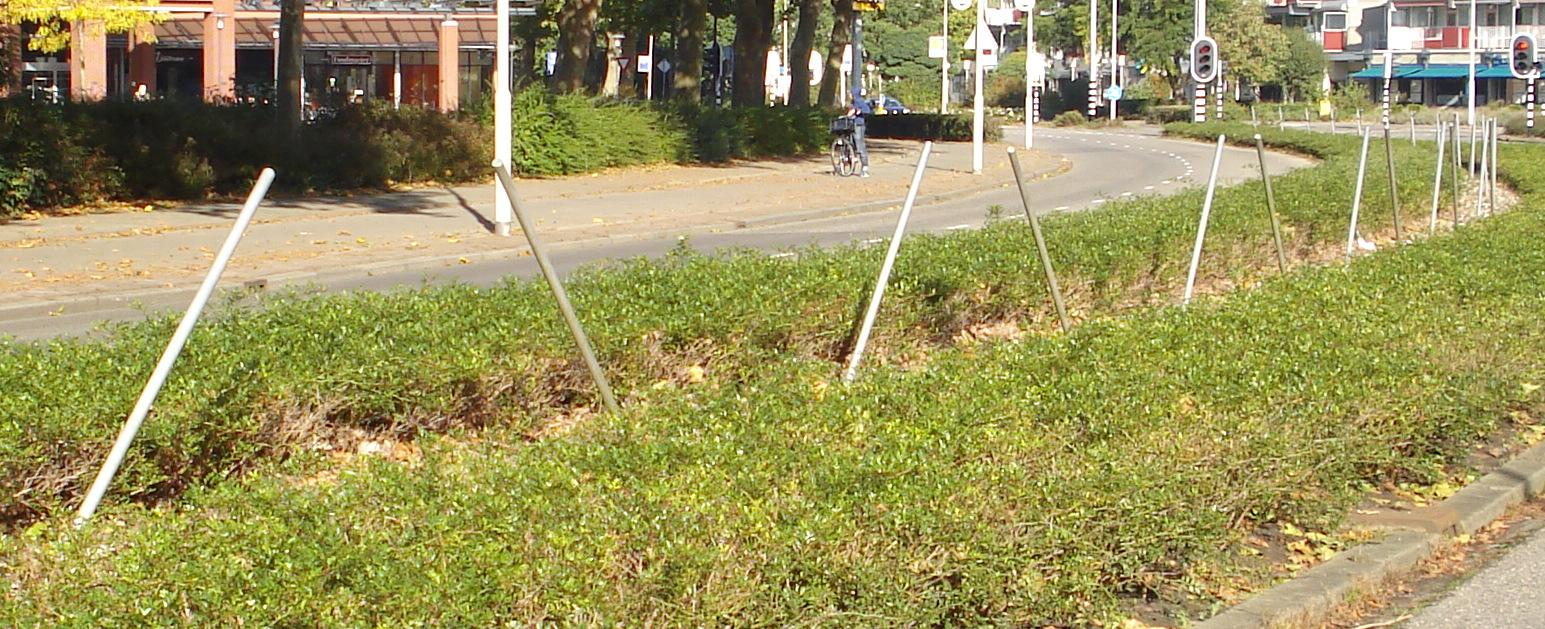
Gorinchem, Structure décalée

### Suisse
- Canton de Neuchâtel :
  - La Chaux-de-Fonds : Spécial Cafétéria (1996, musée des beaux-arts)